# ジョン・スミス・フレット

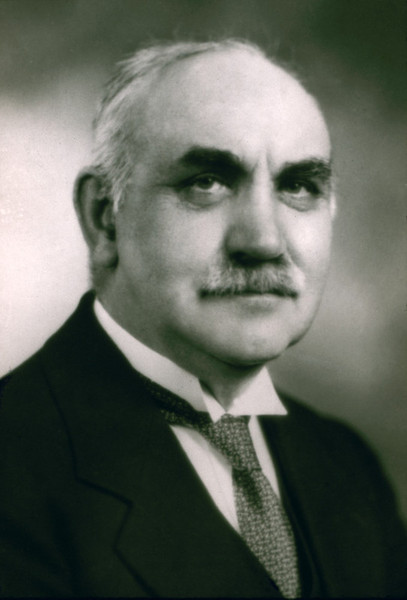
ジョン・スミス・フレット(1935)

サー・ジョン・スミス・フレット（英: Sir John Smith Flett、1869年6月26日 – 1947年1月26日）は、スコットランド・カークウォール出身の地質学者。
1913年に王立協会フェローに選ばれ、1917年にRoyal Geological Society of CornwallからBolitho Medalを受賞 。1918年に大英帝国勲章オフィサー（OBE）、1925年に大英帝国勲章ナイト・コマンダー（KBE）を受勲し、1935年にはウォラストン・メダルを受賞した。